# 4. Flieger-Division
La 4. Flieger-Division (4e division aérienne) a été l'une des principales divisions de la Luftwaffe allemande durant la Seconde Guerre mondiale.

## Création et différentes dénominations
Cette division a été formée le 1er août 1938 à Munich  à partir de la Höhere Fliegerkommandeure 5, le 1er novembre 1938, elle devient la 21. Flieger-Division, relocalisée à  Brunswick mais à partir du 1er février 1939, elle redevient la 4. Flieger-Division. La division est de nouveau relocalisée à Düsseldorf  le 1er octobre et redésignée IV. Fliegerkorps le 11 octobre 1939.
La division est à nouveau recrée en juin 1943 à Smolensk. Elle est dissoute à la fin de la guerre.

## Commandement

Drapeau du commandant d'une division aérienne

| Début            | Fin             | Grade                    | Nom                                     |
| ---------------- | --------------- | ------------------------ | --------------------------------------- |
| 1er août 1938    | 31 janvier 1939 | Generalmajor             | Hellmuth Bieneck (de)                   |
| 1er février 1939 | 11 octobre 1939 | General der Flieger      | Alfred Keller                           |
| Début            | Fin             | Grade                    | Nom                                     |
| Juin 1943        | 30 juin 1943    | Generalmajor             | Josef Punzert                           |
| 1er juillet 1943 | 25 août 1943    | Generalleutnant          | Hermann Plocher                         |
| 25 août 1943     | 5 avril 1945    | Oberst puis Generalmajor | Franz Reuß                              |
| 25 décembre 1944 | 24 janvier 1945 | Generalmajor             | Klaus-Siegfried Uebe (en) (par intérim) |

## Chef d'état-major
| Début            | Fin             | Grade     | Nom             |
| ---------------- | --------------- | --------- | --------------- |
| 1er août 1938    | 11 octobre 1939 | Oberst    | Alexander Holle |
| Début            | Fin             | Grade     | Nom             |
| Juin 1943        | Décembre 1943   | ?         | ?               |
| 28 décembre 1943 | 2 février 1945  | Major     | Albert Koller   |
| 2 février 1945   | Mars 1945       | Major     | Mathias Weinand |
| Mars 1945        | Mai 1945        | Hauptmann | Hellmuth Hauser |

## Quartier général
Le quartier général se déplace suivant l'avancement du front.
| Début             | Fin               | Ville                |
| ----------------- | ----------------- | -------------------- |
| Août 1938         | Novembre 1938     | Munich               |
| Novembre 1938     | Octobre 1939      | Brunswick            |
| Octobre 1939      | 11 octobre 1939   | Düsseldorf           |
| Début             | Fin               | Ville                |
| Juin 1943         | Août 1943         | Smolensk             |
| Août 1943         | Octobre 1943      | Kamari               |
| Octobre 1943      | 28 juin 1944      | Orscha               |
| 28 juin 1944      | 5 juillet 1944    | Minsk-Ost            |
| 5 juillet 1944    | 16 juillet 1944   | Vilna                |
| 16 juillet 1944   | Août 1944         | Sudauen              |
| Août 1944         | 1er novembre 1944 | Goldap               |
| 1er novembre 1944 | Janvier 1945      | Angerburg            |
| Janvier 1945      | 18 février 1945   | Francfort-sur-l'Oder |
| 18 février 1945   | Avril 1945        | Bad Saarow           |

## Rattachement
| Août 1938 - Novembre 1938     |   | Luftwaffengruppenkommando 3    |
| Novembre 1938 - Février 1939  |   | Luftwaffengruppenkommando 2    |
| Février 1939 - Octobre 1939   |   | Luftflotte 2                   |
| -                             | - | -                              |
| Juin 1943 - Janvier 1945      |   | Luftflotte 6                   |
| Janvier 1945 - 3 février 1945 |   | Luftwaffenkommando Ostpreussen |
| 3 février 1945 - 2 avril 1945 |   | II. Fliegerkorps               |
| 2 avril 1945 - 8 mai 1945     |   | Luftwaffenkommando Nordost     |

## Unités subordonnées
- Flugbereitschaft/4. Flieger-Division : Juin 1943 - ?
- Luftnachrichten-Abteilung 74
- Février 1944 avec :
  - III./Schlachtgeschwader 1 à Polozk
  - III./Jagdgeschwader 51 à Orscha
  - I./Nachtjagdgeschwader 100 à Orscha
- Fin novembre 1944 avec :
  - II./Schlachtgeschwader 1 à Gerdauen
  - I. et II./Schlachtgeschwader 3 à Gerdauen
  - Stab IV. (Pz)/Schlachtgeschwader 9 à Rostken
  - Nachtschlachtgruppe 6 à Grieslienen
  - Nachtschlachtgruppe 3 à Rostken
  - Nachtschlachtgruppe 4 à Eichwalde